# Tut.by
Tut.by je nezávislý běloruský zpravodajský portál. Sídlí v Minsku a publikuje v ruštině. Byl založen v roce 2000 a patří k nejsledovanějším v zemi.
Rozsáhle informoval o protestech, které následovaly po prezidentských volbách v srpnu 2020. Koncem září 2020 běloruské ministerstvo informací oznámilo, že se od 1. října rozhodlo tomuto médiu pozastavit na tři měsíce status internetového sdělovacího prostředku. Jeho reportérům a fotografům hrozí finanční postihy i vězení.
Portál v říjnu 2000 založil podnikatel a filantrop Jury Zisser (1960–2020). Jako online médium byl zaregistrován v lednu 2019.

## Novinářka Tut.by vězněm svědomí
Novinářka Tut.by Kacjaryna Barysevič byla v listopadu 2020 zatčena poté, co informovala o okolnostech smrti Ramana Bandarenka. Podle úřadů Bandarenka zemřel poté, co při opilecké rvačce utrpěl smrtelná zranění. Kacjaryna Barysevič však z lékařské zprávy zjistila, že Bandarenka v době své smrti v krvi alkohol neměl. V březnu 2021 byla odsouzena k půlročnímu vězení. Odhalení informací o Bandarenkovi totiž podle úřadů představuje hrozbu pro veřejnou bezpečnost.
Lidskoprávní organizace Amnesty International považuje Kacjarynu Barysevič za vězně svědomí.